# 社寮東砲台
社寮島砲台，始建於台灣日治時期，是位於台灣基隆市北端和平島的一處砲台遺址，過去曾是基隆要塞司令部的要塞轄內設施，共分為東砲台及西砲台兩大系統，目前屬基隆市所管轄的市定古蹟。

## 歷史

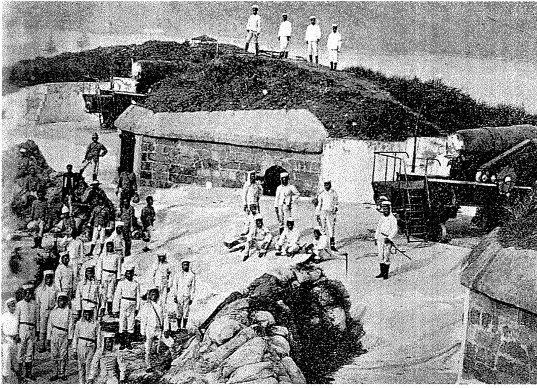
清領時期興建的第一代社寮砲台，為1895年6月乙未戰爭期間，日軍攻下基隆後所攝。

社寮島砲台今天所見的各項砲台設施，全數是明治時期日軍因應日俄戰爭整備求，由其陸軍築城部本部，重新設計興建而成的海岸型堡壘，社寮為和平島的舊名，其戰略位置重要，而社寮砲台的歷史可追溯至荷西時期，最早為西班牙與荷蘭人的戰爭根據地，於1626年建造完聖薩爾瓦多城後，則在山頂、海濱諸堡壘防禦要塞。清治時期時，在清法戰爭後於劉銘傳積極推動洋務運動，在德國技師鮑恩士設計下，由基隆駐守營勇負責築新式砲台，工事於1891年竣工。成為基隆當地重要的軍事堡壘。

第一代社寮新式砲台其配置與台灣各地同時興建的新式砲台相似，按照地形將砲台、軍營分開設置。社寮新式砲台共設有五個扇形砲座，呈扇形分布，每個砲座間設有碉堡，面對內側的牆壁則用石材疊砌，砲座後方有一座大操場。 1895年6月3日乙未戰爭期間，日軍攻下社寮砲台。1896年，社寮新式砲台由臨時砲兵大隊接管。

### 日治時期
台灣於光緒二十一年（1895年）接受日本統治後，日軍隨即起調查和測繪基隆各砲臺之標高和配備，其中將社寮新式砲台改築成「社寮島砲臺」，新式的社寮島砲台修建於1901年5月（明治34年），是台灣總督府築城部基隆分部在1899年《基隆要塞防禦（永久）要領書》中、因應恐爆發之日俄（日露）戰爭之虞而修建之「永久防禦炮台」防禦工程之一，並在1903年（明治36年）9月竣工，備砲工事「加式三十口徑二十七釐加農砲」工程則於1904年（明治37年）竣工。並構建在原有的社寮砲台上。
1912年，社寮島砲台更換火炮，並為了防禦近海的小型船艦，新設一座配置九釐速射加農砲的砲台，期間增經歷多次整建。在日本陸軍省的官方文件和1921年至1928年日本帝國土地測量局製作的「二萬五千分之一地圖」中，將其統稱為社寮島砲台。

### 戰後至今
在第二次世界大戰結束後，基隆要塞與轄內設施均由中華民國國軍所接收，社寮砲台則交由國軍管理，國軍曾於此地設置探照燈隊負責夜間警戒任務。後因長期廢棄，大部分設施已經荒廢，2004年，基隆市政府公告指定社寮砲台（東、西區）為本市市定古蹟，亦於2009年（民國98年）展開了東砲台的修復工作，西砲台分別由國防部軍備局及財政部國有財產署管理。目前僅有東砲台開放參觀。

## 構造

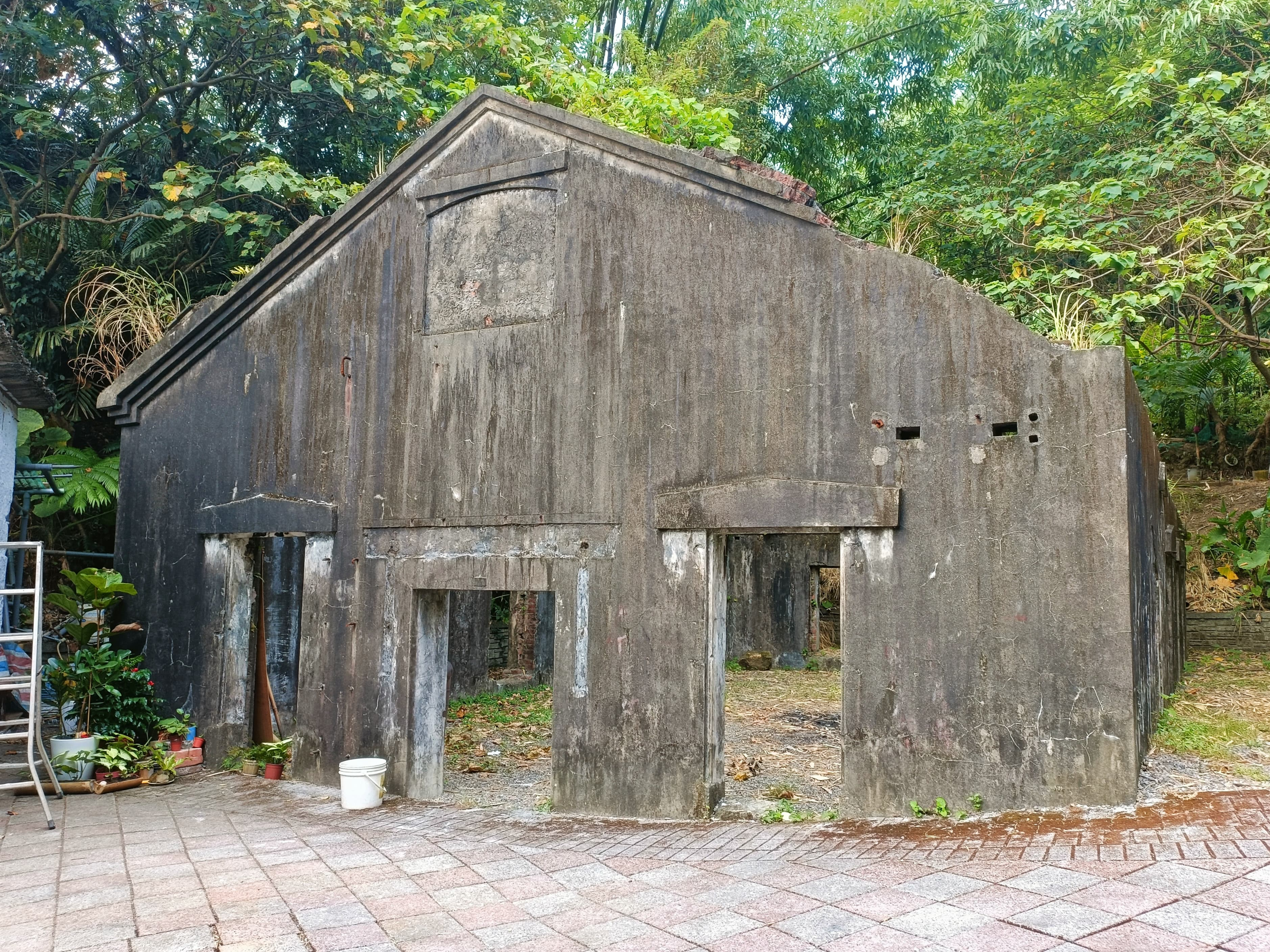
社寮電燈所
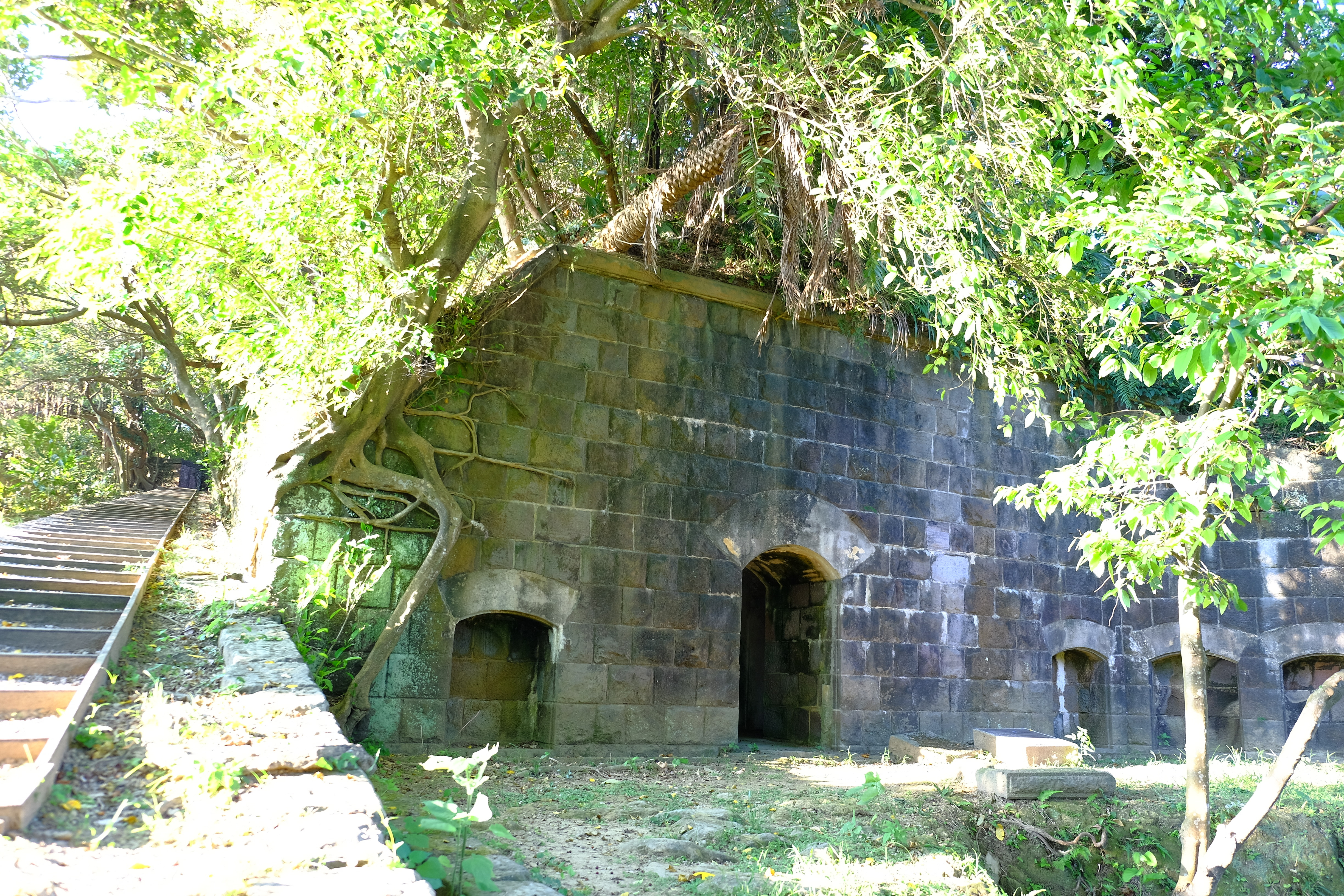
庫體掩蔽部
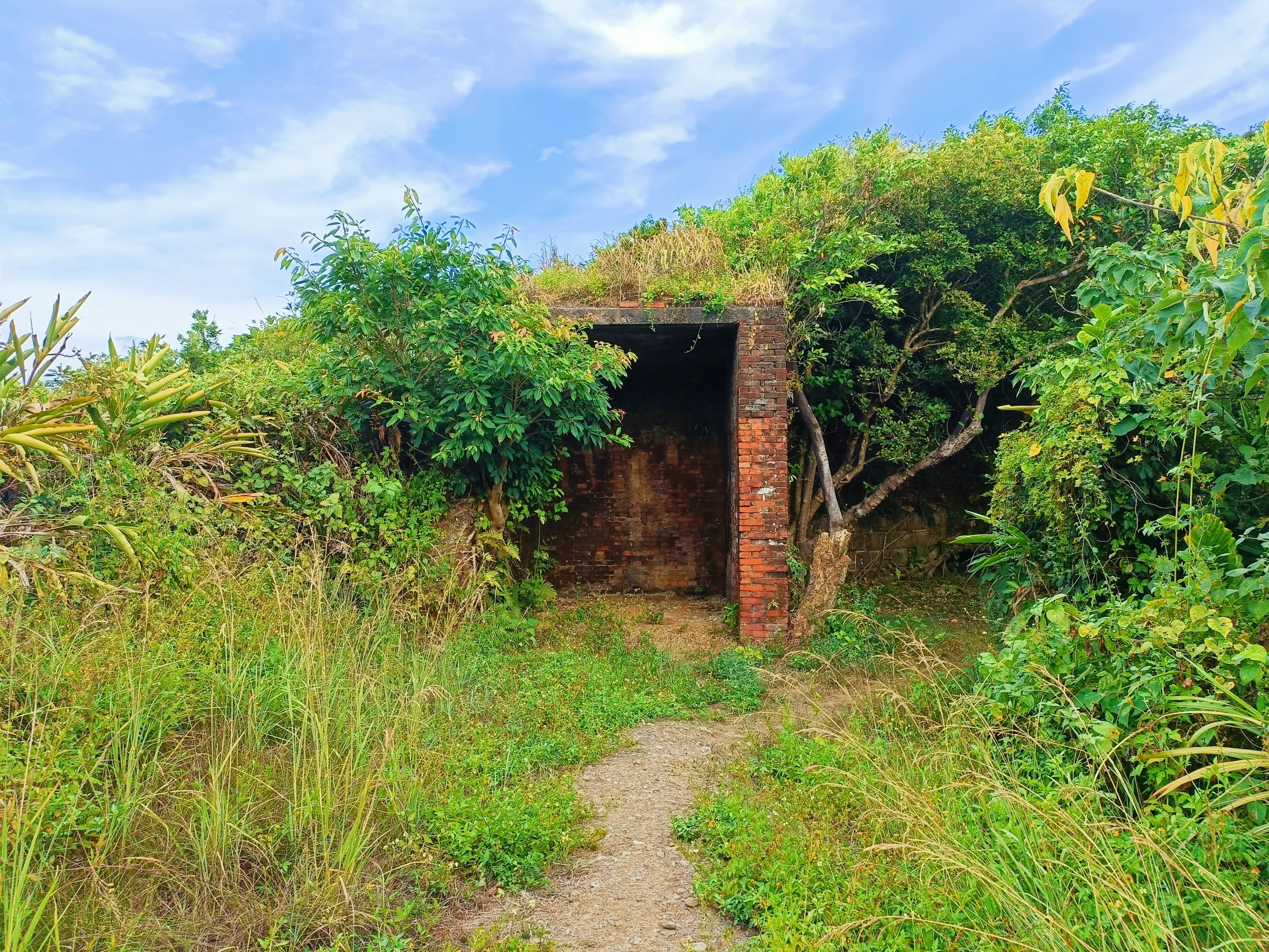
照燈庫房
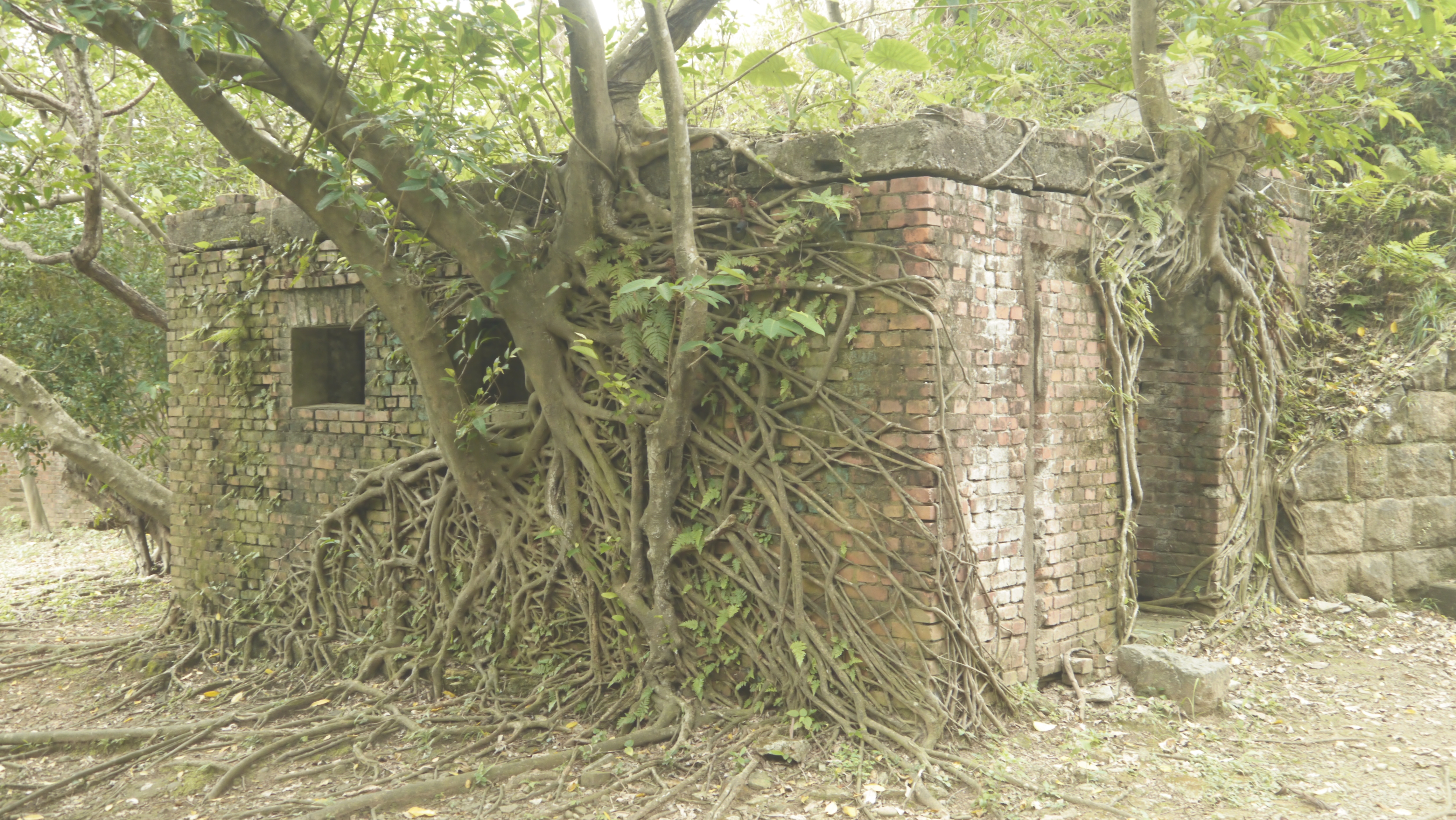
電燈機關舍

社寮島砲台系統依照和平島山頭與周圍地形而興建，共分為兩大要塞系統，即東砲台(社寮島電燈所)和西砲台，均為日治時期所建。

### 東砲台
東砲台現存電燈機關舍、彈側庫、電燈所、觀測室、探照燈庫、探照燈台、蓄水池等構造物，仍舊依山形地勢分割出生活區及砲座區，兩區則是以斜坡通道相連。唯一的彈藥庫則位於其中。庫體掩蔽部位於大型掩土下方，推測應是作為暫時儲放準備發射的砲彈之用，也兼作砲兵臨時待命場所使用。
現存電燈機關舍位置，僅留四周外牆，屋頂、地坪、以及室內隔間牆、門窗等均已崩塌或遺失。半山腰的東砲側庫則將原有坡面開挖，利用安山岩設置擋土牆，並於擋土牆內設置砲側庫，做為放置彈藥的庫房使用，電燈所於東砲台區之山頂，構築於掩體之內，上方突出掩體設置平台。側面以安山岩設置階梯，經由石階梯可通電燈所平台。
電燈所結構為磚砌形式，南進入口處採混凝土半圓形拱頂構造，北進為混凝土平頂結構，平頂開口可由內部直通電燈所平台，最初使用是日治初期設置的海上探照燈。
探照燈區位於電燈所西側，包括存放探照燈之採照燈庫房，探照燈作業之探照燈座，以及探照燈推行之軌道等三部份，新觀測所則位於電燈所與探燈區之間，為國軍接收後所增築。整座構體分南北兩棟，南棟地勢較低，為加強磚造式結構。

### 西砲台
當前西砲台位於天顯宮後方山頭，因屬軍事管制區內而未開放參觀，現存石砌司令指揮所等及零散遺構，其中司令指揮所建築為掩體構造設施形式，位於砲座區正後方，除了作為敵軍砲彈轟炸時的防護外，還可維持良好的溫濕度環境。掩蔽部拱券上部為斜面形式，上方雨水直接落下，流向兩側的排水溝後，再由導水溝流出。
建築之屋面為雙斜型式，為混凝土構造，建築物門窗設置於正背面，兩側並無開口，正面設置一入口大門及兩扇窗，背面則設置一扇窗。

## 外部連結
- 國家文化資產網：社寮砲台 （页面存档备份，存于）
- 基隆旅遊網：社寮東砲台 （页面存档备份，存于）
- 基隆市市定古蹟社寮砲台調查研究計畫 （页面存档备份，存于）